# Svarttjärnen (Ytterhogdals socken, Hälsingland, 688479-145773)
Svarttjärnen är en sjö i Härjedalens kommun i Hälsingland och ingår i Ljusnans huvudavrinningsområde. Sjön har en area på 0,0424 kvadratkilometer och ligger 294,1 meter över havet.

## Delavrinningsområde
Svarttjärnen ingår i det delavrinningsområde (688520-145787) som SMHI kallar för Mynnar i Långströmssjön. Medelhöjden är 302 meter över havet och ytan är 4,52 kvadratkilometer. Räknas de 2 avrinningsområdena uppströms in blir den ackumulerade arean 18,31 kvadratkilometer. Vattendraget som avvattnar avrinningsområdet har biflödesordning 2, vilket innebär att vattnet flödar genom totalt 2 vattendrag innan det når havet efter 205 kilometer. Avrinningsområdet består mestadels av skog (52 procent) och sankmarker (31 procent). Avrinningsområdet har 0,26 kvadratkilometer vattenytor vilket ger det en sjöprocent på 5,8 procent.